# گزا روریگ
گیزا رورینگ (مجاری: Röhrig Géza؛ زادهٔ ۱۱ مهٔ ۱۹۶۷) یک شاعر و هنرپیشه اهل مجارستان است.
از فیلم‌ها یا برنامه‌های تلویزیونی که وی در آن نقش داشته است می‌توان به پسر شائول اشاره کرد.